# Машаба, Эфраим
Эфраим Машаба (англ. Ephraim Mashaba; 6 августа 1950, Соуэто, Йоханнесбург Южно-Африканский Союз) — южноафриканский футболист и тренер.

## Карьера
В качестве футболиста выступал за местные команды, в числе которых были «Орландо Пайретс» и «Морока Свэллоуз». Став тренером, Машаба долгое время работал с юниорскими и молодежной сборной ЮАР. В 2000 году специалист возглавлял «бафана-бафана» на Олимпийских играх в Сиднее. В турнире южноафриканцы с одной победой заняли третье место в группе и не прошли в плей-офф.
С 2002 по 2004 гг. тренер впервые в карьере возглавлял главную национальную команду. Позднее Машаба занимал должность главного тренера в сборной Свазиленда. В июле 2014 года специалист вернулся на должность наставника «бафана-бафана», сменив на посту Карлоса Игесунда. Ему удалось вывести сборную на Кубок африканских наций 2015 года в Экваториальной Гвинеи. В отборочном турнире ЮАР соперничал с серьезными сборными Нигерии, Республики Конго и Судана. Без единого поражения коллектив Машабы уверенно выиграли группу и получил путевку в финальную часть турнира. На Кубке Африканских наций южноафриканцы выступили неудачно, набрав всего одно очко. В конце 2016 году тренер был уволен со своей должности из-за конфликта с представителями федерации футбола ЮАР. Он произошел после матча отборочного турнира ЧМ-2018 с Сенегалом (1:2).
В 2019 году Эфраим Машаба непродолжительное время работал с клубом «Уитбанк Сперс».